# بولار+
بولار+ هي قناة تلفزيونية فرنسية تابعة لمجموعة كنال بلوس جروب. وهي تعرض الأفلام ومسلسلات بوليسية. تم إطلاقها في 26 سبتمبر 2017  في الساعة 6:30 صباحًا لتحل محل 13ème rue تاركة مسلسلات كنال+ لـ الشركة الفرنسية للاتصالات (التي فازت بالحقوق الحصرية للقناة).

## البرامج

### المجلات
- Pistes noirs ، برنامج أخبار الجريمة (الأدب ، السينما ، الكوميديا ، المسرح ، إلخ) من تقديم فابريس درويل .

 Séries françaises
- Adresse inconnue
- Caïn
- Commissaire Cordier
- Détectives
- Diane femme flic
- Falco
- Le Chinois
- Les Bleus, premiers pas dans la police
- Les Cordier, juge et flic
- Les Bœuf-carottes
- Quai n° 1
- Mafiosa
- Maigret
- Mongeville
- Nestor Burma
- Petits meurtres en famille
- Police District
- Spotless
- Un flic

 Séries allemandes 
- Baltic Crimes
- Un cas pour deux

 Séries argentines 
- El Marginal (dès le Mois invalide (juillet))

 Séries américaines  :
- Brotherhood
- Dexter
- سايك (مسلسل)
- FBI : Duo très spécial
- L'Aliéniste
- إن واي بي دي بلو
- Person of Interest
- سايك (مسلسل)
- Roman noir
- Starsky & Hutch
- Ten Days in the Valley
- The Act

 Séries belges
- A tort ou à raison
- De Dag

 Séries britanniques :
- Associés contre le crime
- Prime Suspect 1973 [الإنجليزية]
- Hinterland
- Meurtres à l'anglaise
- Shetland
- Scotland Yard, crimes sur la Tamise
- Suspects

 Séries canadiennes 
- Cardinal (dès le Mois invalide (août))

 Séries danoises
- The Killing

 Séries espagnoles
- La Zona (série télévisée) [الإنجليزية]
- Antidisturbios

 Séries finlandaises  :
- Bordertown
- الدائرة القطبية الشمالية

 Séries norvégiennes
- Monster (série télévisée 2017) [الإنجليزية]

 Séries polonaises
- The Teach

 Séries suédoises
- Maria Wern
- The Lawyer [الإنجليزية]

 Séries italiennes
- Il Cacciatore

### السينما
- فيلمان مساء الخميس من الساعة 9 مساءا.

### تلفزيون اند أفلام
- فيلمان تلفزيونيان ، السبت بعد الظهر حوالي الساعة 2 مساءً.
- فيلم تلفزيوني واحد ، مساء السبت حوالي الساعة 10:30 مساءً.
- فيلمان تلفزيونيان ، يوم الأحد بعد الظهر حوالي الساعة 3:10 مساءً.